# Cheuge
Cheuge település Franciaországban, Côte-d’Or megyében. Lakosainak száma 119 fő (2022. január 1.). Cheuge Jancigny, Montmançon, Renève, Saint-Sauveur, Charmes, Mirebeau-sur-Bèze és Oisilly községekkel határos.

## Népesség
A település népességének változása:
| Lakosok száma | 59   | 113  | 127  | 107  | 121  | 124  | 126  | 123  | 124  | 119  |
|               | 1968 | 1982 | 1990 | 2006 | 2013 | 2015 | 2017 | 2019 | 2020 | 2022 |